# Aéroport Auch-Gers
L’aéroport Auch - Gers (code OACI : LFDH) est un aéroport civil, ouvert à la circulation aérienne publique (CAP), situé à 4 km au nord d'Auch, dans le Gers (région Occitanie, France).
Il est utilisé pour le transport aérien (national et international),, l'aviation d’affaires et le travail aérien et pour la pratique d’activités de loisirs et de tourisme (aviation légère). Son exploitation est assurée par un syndicat mixte de gestion qui regroupe le Conseil départemental du Gers, l'Agglomération du Grand Auch et la Chambre de commerce et d'industrie du Gers.

## Histoire

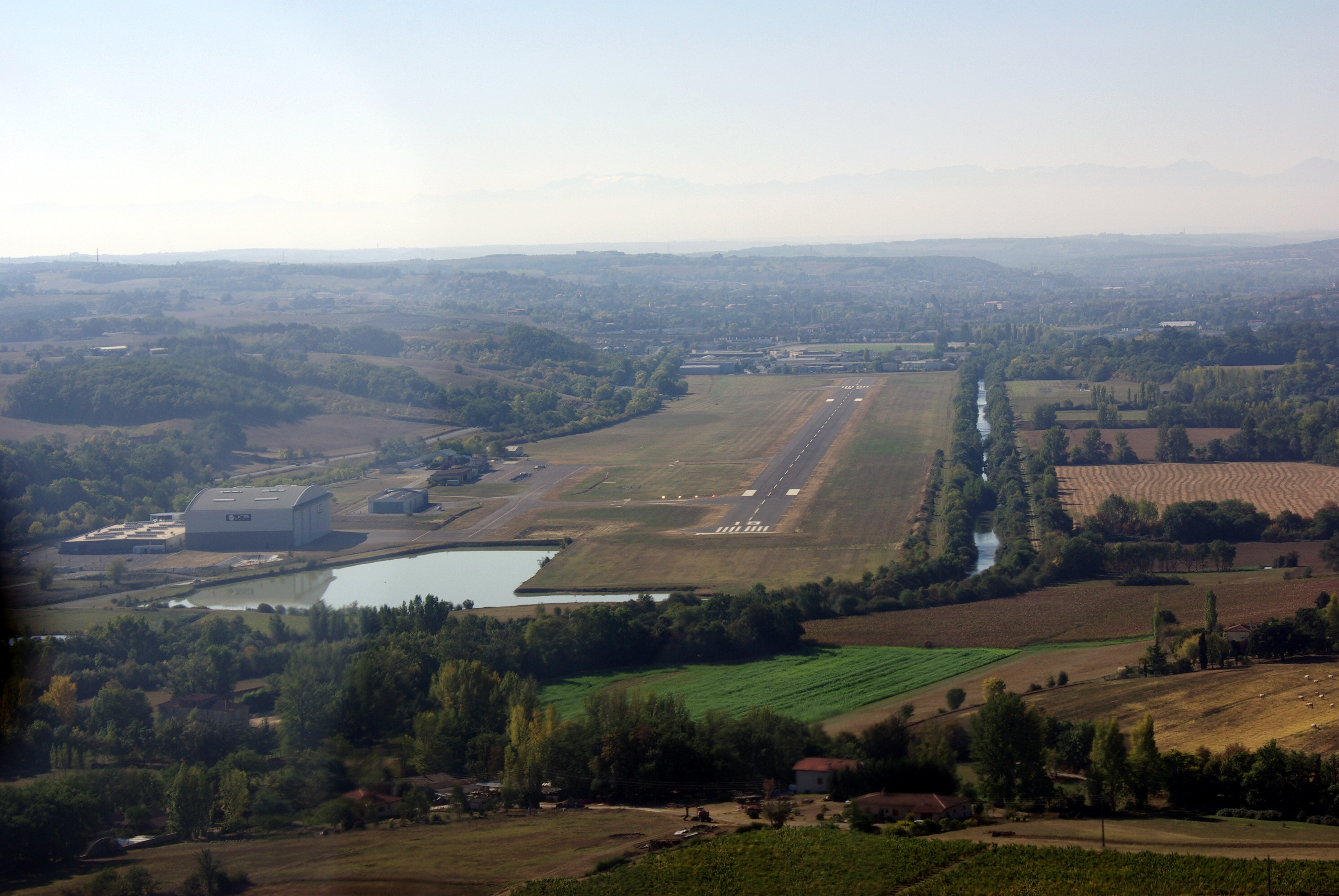
Vue aérienne de l'aéroport en 2011.

Les premiers meeting aériens apparurent à Auch vers 1911, le premier aéroclub en 1913.
L'aventure aérienne a été plombée par la première guerre mondiale.
L'aérodrome a ouvert vers 1935 et a pris de l'importance dans les années 1970 avec la création d'une piste en dur.
La tour de contrôle actuelle est créée en 1981.
En 2010, l'aéroport est modernisé avec l'allongement de la piste à 1 900 mètres pouvant accueillir des Airbus A320 ou Boeing 737 et la création de taxiway en vue de l'accueil d'entreprises aéronautiques sur la plateforme.
la société JCB Aéro, une entreprise qui est le leader européen dans la fabrication d'équipement et l'aménagement intérieur des cabines d'avions d'affaires s'installe sur l'aéroport début 2011 puis en 2012, l'école de pilotage professionnel Sud Aviation Training. 
L'aéroport accueille également la société RTE (Réseau de transport d'électricité) et 3 hélicoptères qui rayonnent dans le Sud-Ouest pour l'entretien des lignes hautes tensions, un centre de télétravail de Météo France et EFORSA (Ecole de formation à la sécurité aérienne), la 1ère école de formation de pompiers d’aéroportsqui s'est installé en septembre 2014 sur la plateforme. 
En 2021, des travaux ont été entrepris avec le balayage de la piste, la réfection des peintures sur la piste en dur, la piste en herbe roulée, 150 m² de bureau rénovés, l'installation d'une prise électrique pour avion et l'amélioration de la station service.

## Installations

### Piste(s)
L’aéroport dispose de deux pistes orientées sud-nord (18/36) :
- une piste bitumée longue de 1 900 mètres et large de 30 mètres. Elle est dotée :
  - d’un balisage diurne et nocturne (feux haute intensité commandables par les pilotes (PCL)),
  - d’un indicateur de plan d’approche (PAPI) pour chaque sens d’atterrissage ;
- une piste en herbe longue de 835 mètres et large de 55 mètres.

### Prestations
L’aéroport n’est pas contrôlé mais dispose d’un service d’information de vol (AFIS). Les communications s’effectuent sur la fréquence de 123,005 MHz. Il est agréé pour le vol à vue (VFR) de nuit et le vol aux instruments (IFR).
S’y ajoutent :
- une aire de stationnement de 100 places ;
- une aérogare de 80 m2 ;
- des hangars ;
- une station d’avitaillement en carburant (100LL et Jet A1) ;
- un restaurant[10] (rénové en 2024, 115 places)[11].

## Activités

### Transport aérien
L'aéroport n'accueille pas de ligne commerciale.

### Sociétés implantées
- JCB Aéro
- RTE/STH
- EFORSA

### Loisirs et tourisme
- Aéroclub Gascon
- Centre Vélivole d’Auch
- Club ULM Albatros

## Statistiques
| Année | Passagers | Mouvements |
| ----- | --------- | ---------- |
| 2018  | 310       | 12 808     |
| 2019  | 382       | 13 328     |
| 2020  | 78        | 8 984      |
| 2021  | 154       | 12 411     |
| 2022  | 89        | 13 978     |
| 2023  | 121       | 11 020     |
| 2024  | 91        | 11 218     |

| \| 20 km1:2 341 000 \| Albi · Le Sequestre Montauban Millau · Larzac Cassagnes · Bégonhès Villefranche-de-Rouergue Mende · Brenoux Nogaro Condom · Valence-sur-Baïse Cahors · Lalbenque Figeac · Livernon Lasbordes Muret-Lherm · Saint-Gaudens · Montréjeau Bagnères · de-Luchon Pamiers · Les Pujols Saint-Girons · Antichan Castelnaudary · Villeneuve Lézignan · Corbières Alès · Cévennes Toulouse · Blagnac Francazal · Auch · Gers Castres · Mazamet Rodez · Aveyron Tarbes · Lourdes · Pyrénées Brive · Souillac Carcassonne · Salvaza Montpellier · Méditerranée Béziers · Cap d'Agde Nîmes · Garons Perpignan · Rivesaltes |
| 20 km1:2 341 000 |